# 열기 (형태학)

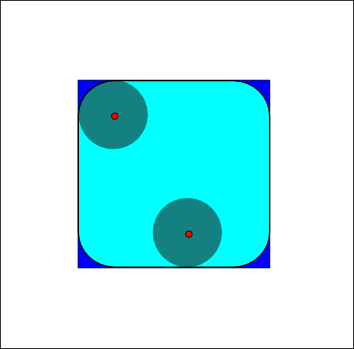
진한 파란색 정사각형을 원판으로 연 것이다, 꼭짓점이 둥근 밝은 파란색 정사각형을 만든다.

수학적 형태학에서 열기는 집합 A를 구조적 요소 B로 침식하고 팽창한 것이다:
{\displaystyle A\circ B=(A\ominus B)\oplus B,\,}
이 때, {\displaystyle \ominus }와 {\displaystyle \oplus }는 각각 침식과 팽창을 의미한다.
닫기와 같이, 열기는 컴퓨터 비전과 화상 처리에서 형태학적 잡음 제거의 기본 연산이다. 열기는 이미지의 전경의 작은 물체(보통 밝은 픽셀)를 제거하고, 닫기는 배경의 작은 섬을 전경으로 바꿔서 전경의 작은 구멍을 제거한다. 이 기술은 이미지에서 특정한 모양을 찾을 때 사용될 수 있다. 열기는 특정한 구조적 요소가 맞을 수 있는(변, 꼭짓점, ...) 무언가를 찾을 때를 사용할 수 있다.
B가 A의 내부를 쓸고 다녀서 경계를 확장하지 않고 A의 경계를 요소의 경계로 만드는 것으로 생각할 수 있다.

## 특성
- 열기는 멱등성을 가진다. 즉, {\displaystyle (A\circ B)\circ B=A\circ B}이다.
- 열기는 단조증가한다. 즉, {\displaystyle A\subseteq C}이면, {\displaystyle A\circ B\subseteq C\circ B}이다.
- 열기는 반-확장적이다. 즉, {\displaystyle A\circ B\subseteq A}이다.
- 열기는 병진 불변이다.
- 열기와 닫기는 쌍대성 {\displaystyle A\bullet B=(A^{c}\circ B^{c})^{c}}을 만족하고, 이 때, {\displaystyle \bullet }은 닫기를 의미한다.

## 열기를 통한 재생성
형태학적 열기 {\displaystyle (A\ominus B)\oplus B}에서, 침식 연산은 구조적 요소 B보다 작은 물체를 제거하고 팽창은 나머지 물체의 형태를 복원한다. 하지만, 팽창연산에서 복구 정확도는 구조적 요소의 종류와 복구하는 물체의 모양에 강하게 의존한다. 열기를 통한 재생성 방법은 침식이 적용된 후 물체를 완전히 복원할 수 있다. 이것은 {\displaystyle F}의 {\displaystyle B}에 대한 {\displaystyle F}의 {\displaystyle n} 침식의 지오데식 팽창의 재생성으로 정의될 수 있다:
{\displaystyle O_{R}^{(n)}(F)=R_{F}^{D}[(F\ominus nB)],}
여기서 {\displaystyle (F\ominus nB)}은 마커 이미지를 의미하고 {\displaystyle F}는 팽창을 통한 형태학적 재생성의 마스크 이미지를 의미한다. {\displaystyle R_{F}^{D}[(F\ominus nB)]=D_{F}^{(k)}[(F\ominus nB)],} {\displaystyle D}는 {\displaystyle D_{F}^{(k)}[(F\ominus nB)]=D_{F}^{(k-1)}[(F\ominus nB)]}일 때까지의 반복자 {\displaystyle k}에 대한 지오데식 팽창이다. {\displaystyle D_{F}^{(1)}[(F\ominus nB)]=([(F\ominus nB)]\oplus B)\cap F}이기 때문에, 마커 이미지는 팽창 영역이 마스크 이미지로 제한된다, 마커 이미지의 팽창 연산은 마커 이미지가 마스크 이미지의 부분집합이 되도록({\displaystyle (F\ominus nB)\subseteq F}) 마스크 이미지 이상으로 확장하지 않는다.
아래의 이미지는 입력 텍스트 이미지에서 수직 스트로크를 추출하는 단순한 열기를 통한 재생성의 예시를 나타낸다. 원래 이미지는 회색조에서 이진 이미지로 변환되었기 때문에, 일부 글자에서 같은 글자가 다른 수직 길이를 가지는 약간의 왜곡이 있다. 이 경우에, 관심이 있는 물체를 찾기 위해 침식 연산에 적용된 구조적 요소는 8-픽셀의 수직선이다. 게다가, 팽창을 통한 형태학적 재생성 {\displaystyle R_{F}^{D}[(F\ominus nB)]=D_{F}^{(k)}[(F\ominus nB)]}는 이미지가 수렴할 때까지 {\displaystyle k=9}번 반복한다.

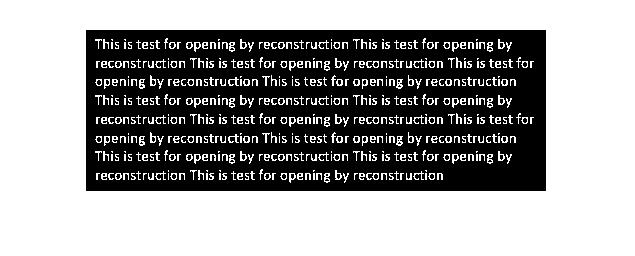
열기를 통해서 재생성할 원본 이미지

## 같이 보기
- 수학적 형태학
- 닫기
- 팽창
- 침식

## 서지학
- Image Analysis and Mathematical Morphology by Jean Serra, ISBN 0-12-637240-3 (1982)
- Image Analysis and Mathematical Morphology, Volume 2: Theoretical Advances by Jean Serra, ISBN 0-12-637241-1 (1988)
- An Introduction to Morphological Image Processing by Edward R. Dougherty, ISBN 0-8194-0845-X (1992)